# Nautilus (1913)
Nautilus – włoski okręt podwodny z początku XX wieku, jedna z dwóch jednostek typu Nautilus. Okręt został zwodowany 25 kwietnia 1913 roku w Arsenale w Wenecji, a w skład Regia Marina został wcielony 9 września 1913 roku. „Nautilus” pełnił służbę na Morzu Śródziemnym, biorąc udział w I wojnie światowej. Jednostka została wycofana z czynnej służby 31 lipca 1919 roku.

## Projekt i budowa
Jednostki typu Nautilus zostały zaprojektowane w 1910 roku przez inż. majora Curio Bernardisa, będąc jego pierwszym projektem okrętu podwodnego. Okręty charakteryzowały się konstrukcją jednokadłubową z głównymi zbiornikami balastowymi na śródokręciu i zbiornikami trymującymi na dziobie i rufie. Kształt kadłuba został uformowany na podobieństwo linii kadłuba torpedowców. Plany zakładały umieszczenie na pokładzie trzeciej wyrzutni torped, jednak podczas budowy z pomysłu zrezygnowano. Jednostki te były protoplastami okrętów podwodnych typu N, również zaprojektowanych przez inż. Bernardisa, które budowane były seryjnie w trakcie I wojny światowej .
„Nautilus” zbudowany został w Arsenale w Wenecji. Stępkę okrętu położono 1 sierpnia 1911 roku, a zwodowany został 25 kwietnia 1913 roku. Motto okrętu brzmiało „Immersus ad alta emergo” (pol. „Zanurzony w głębokich wodach”) .

## Dane taktyczno-techniczne
„Nautilus” był niewielkim, przybrzeżnym okrętem podwodnym . Długość całkowita wynosiła 40,96 metra, szerokość 4,3 metra i zanurzenie 2,93 metra . Wyporność normalna w położeniu nawodnym wynosiła 225 ton, a w zanurzeniu 303 tony . Okręt napędzany był na powierzchni przez dwa silniki wysokoprężne Sulzer o łącznej mocy 600 KM. Napęd podwodny zapewniały dwa silniki elektryczne Ansaldo o łącznej mocy 320 KM. Dwa wały napędowe obracające dwiema śrubami umożliwiały osiągnięcie prędkości 13,2 węzła na powierzchni i 8 węzłów w zanurzeniu. Zasięg wynosił 1000 Mm przy prędkości 10 węzłów w położeniu nawodnym oraz 64 Mm przy prędkości 3 węzły w zanurzeniu (lub 470 Mm przy prędkości 13 węzłów w położeniu nawodnym oraz 14 Mm przy prędkości 7 węzłów w zanurzeniu) . Zapas paliwa wynosił 6 ton. Energia elektryczna magazynowana była w jednej baterii akumulatorów . Dopuszczalna głębokość zanurzenia wynosiła 40 metrów .
Okręt wyposażony był w dwie stałe dziobowe wyrzutnie kalibru 450 mm, z łącznym zapasem czterech torped.
Załoga okrętu składała się z 2 oficerów oraz 17 podoficerów i marynarzy.

## Służba
„Nautilus” został wcielony do służby w Regia Marina 9 września 1913 roku . Po zakończeniu testów „Nautilus” wraz z bliźniaczą „Nereide” weszły w skład 3. eskadry (wł. Squadriglia) okrętów podwodnych w Brindisi, uczestnicząc w rejsach szkoleniowych. W momencie przystąpienia Włoch do I wojny światowej okręt wchodził w skład 3 dywizjonu okrętów podwodnych w Brindisi (wraz z „Nereide”, „Galileo Ferraris” i „Velella”). Dowództwo „Nautilusa” sprawował wówczas kpt. mar. (wł. tenente di vascello) Roberto Colombo . Jednostka brała udział w ofensywnych patrolach na wodach Morza Adriatyckiego do czerwca 1917 roku, kiedy to została przesunięta do Tarentu z zadaniem obrony bazy . W 1918 roku okręt przeszedł pod dowództwo kpt. mar. Carlo Balsamo, po czym został przeniesiony do Gallipoli i używany jako jednostka szkolna dla sił ZOP .
Podczas wojny „Nautilus” odbył 21 misji ofensywnych i 44 defensywne, przebywając przez 577 godzin pod wodą i 859 godzin na powierzchni, nie odnotowując w trakcie służby żadnych godnych wzmianki zdarzeń .
Okręt został skreślony z listy floty 31 lipca 1919 roku.